# …Live…
...Live... is het twaalfde muziekalbum van de Duitse specialist op het gebied van elektronische muziek Klaus Schulze. Het is zijn eerste livealbum. Het is opgenomen in Berlijn in 1976 en in Amsterdam en Parijs in 1979.

## Musici
- Klaus Schulze – elektronica
- Arthur Brown – zang (Dymagic)
- Harald Grosskopf – slagwerk

## Composities
1. Bellistique (21:24)
2. Sense (51:00)

1. Heart (30:49)
2. Dymagic (29:31)
3. Le Mans au premier (17:58)

Le Mans au premier is een bonustrack op de geremasterde uitgave van 2007. Het is een compositie genoemd naar de plaats Le Mans waar eind 1979 Schulze een optreden verzorgde in de Le Abbaye de l’Epau. Dit is het begin van een lange track; het eind is opgenomen in het album Dune. Op de originele elpee duurde Sense maar 31 minuten.